# Marcel Meisen
Marcel Meisen (Stolberg, 8 januari 1989) is een Duits wielrenner en veldrijder. Meisen is de zoon van voormalig veldrijder Josef Meisen. 

## Biografie
Bij de jeugd won Meisen eenmaal de nationale titel. Begin 2008 versloeg de eerstejaars belofte Meisen Yannik Tiedt en Ole Quast met ruim verschil te Herford. In zijn daaropvolgende drie seizoenen bij de beloften werd hij telkens tweede op het Duits kampioenschap voor beloften. Dit na Sascha Weber (2009 en 2010) en Ole Quast (2011). Voor het overige stond hij bij de beloften ook op het podium van de Azencross (derde in 2008) en de Duinencross (tweede in 2010). Naast het veldrijden ontwikkelde Meisen zich ook als wegrenner, dit bij Team Kuota-Indeland.
Vanaf 1 september 2011 werd hij prof voor het Belgische BKCP-Powerplus. Zowel in 2012 (brons) als 2013 en 2014 (zilver) eindigde Meisen op het podium van het Duitse Kampioenschap veldrijden. In het seizoen 2013-2014 kwam hij uit voor KwadrO-Stannah van ploegleider Adrie van der Poel. Hij won dat seizoen zijn eerste UCI-crossen: de GP Région Wallonne en de Nacht van Woerden. Begin 2015 wist Meisen zijn eerste Duitse titel bij de elite te veroveren. In Borna klopte hij Sascha Weber en Philipp Walsleben. Twee jaar later behaalde hij te Queidersbach zijn tweede nationale titel. Een week na het behalen van deze titel reed hij tijdens de Wereldbeker in het Italiaanse Fiuggi naar een tweede plaats, achter Wout van Aert. Dit was zijn eerste podium ooit in de Wereldbeker. 
Op 23 augustus 2020 spurtte Meisen in Oberlungwitz naar de nationale tittel op de weg. Hij bleef in de massasprint Pascal Ackermann en zijn ploegmaat Alexander Krieger voor.

## Palmares

### Wegwielrennen

#### Overwinningen
2011
2e etappe Triptyque ardennais
2012 - 1 zege
4e etappe Mi-Août en Bretagne
2013 - 3 zeges
3e etappe Boucles de la Mayenne
6e etappe Ronde van de Elzas
2e etappe Baltic Chain Tour
2015 - 2 zeges
2e etappe Tour de Gironde
3e etappe Ronde van Opper-Oostenrijk
 Bergklassement Koers van de Olympische Solidariteit
UNI-Radrennen
BSR Radsport-Tag
2017
1e etappe Triptyque ardennais
2020 - 1 zege
 Duits kampioen op de weg, elite
2022
UNI-Radrennen
2023
7Hills bike night

#### Resultaten in voornaamste wedstrijden
|      | \| Jaar \| Amstel Gold Race \| \| ---- \| ---------------- \| \| 2019 \| 52e \| |
| Jaar | Amstel Gold Race                                                                |
| 2019 | 52e                                                                             |

### Veldrijden

#### Overwinningen
| Seizoen   | Wereldbeker | EKZ/swiss cup                  | TOI TOI        | WK  | EK  | DK     | Overige                               | Totaal aantal zeges |  |
| --------- | ----------- | ------------------------------ | -------------- | --- | --- | ------ | ------------------------------------- | ------------------- |  |
| 2011-2012 |             |                                |                | 19e | NVT | Brons  |                                       | 0                   |  |
| 2012-2013 |             |                                |                | 16e | NVT | Zilver |                                       | 0                   |  |
| 2013-2014 |             |                                |                | 32e | NVT | Zilver | Dottenijs, Woerden                    | 2                   |  |
| 2014-2015 |             |                                |                | 8e  | NVT | Goud   |                                       | 1                   |  |
| 2015-2016 |             |                                | Slaný, Unicov  | 10e | DNS | Brons  | Oderzo, Pétange                       | 4                   |  |
| 2016-2017 |             | Meilen                         | Unicov         | DNF | DNS | Goud   | Iowa, Milaan, Oderzo, Pétange         | 7                   |  |
| 2017-2018 |             | Illnau, Eschenbach             |                | 14e | DNS | Goud   | Milaan, Pétange                       | 5                   |  |
| 2018-2019 |             | Meilen                         |                | 8e  | DNS | Goud   | Poprad, München, Bensheim, Pétange    | 6                   |  |
| 2019-2020 |             | Hittnau, Meilen eindklassement | Mladá Boleslav | DNF | DNS | Goud   | Poprad, Pétange                       | 6                   |  |
| 2020-2021 |             |                                |                | DNS | 22e | Goud   |                                       | 1                   |  |
| 2021-2022 |             |                                |                | 18e | 15e | Goud   | Lützelbach, Oderzo, Pétange           | 4                   |  |
| 2022-2023 |             |                                |                | 32e | 15e | Zilver | Lützelbach, Vittorio Veneto, Gernelle | 3                   |  |
| 2023-2024 |             |                                |                | 32e | -   | Goud   | Gernelle                              | 2                   |  |
| 2024-2025 |             |                                |                |     |     | Goud   |                                       | 1                   |  |
|           |             |                                |                |     |     |        |                                       |                     |  |
| Totaal    | 0           | 6 (1x eindklassement)          | 4              | 0   | 0   | 9      | 23                                    | 42                  |  |

Resultatentabel Elite
| Seizoen   | WK  | EK  | DK | Klassementen | Klassementen | Klassementen | Klassementen | Klassementen | UCI-ranking | Podia | Podia  | Podia | Aantal crossen |
| Seizoen   | WK  | EK  | DK | WB           | SP           | Trofee       | EKZ          | TOI TOI      | UCI-ranking | Goud  | Zilver | Brons | Aantal crossen |
| --------- | --- | --- | -- | ------------ | ------------ | ------------ | ------------ | ------------ | ----------- | ----- | ------ | ----- | -------------- |
| ↓ Elite ↓ |     |     |    |              |              |              |              |              |             |       |        |       |                |
| 2011-2012 | 19e |     | ↑  | 22e          | 19e          | 20e          |              | DNS          | 31e         | 0     | 3      | 1     | 33             |
| 2012-2013 | 32e |     | ↑  | 16e          | 9e           | 11e          |              | DNS          | 19e         | 0     | 3      | 1     | 33             |
| 2013-2014 | 32e |     | ↑  | 15e          | 12e          | 23e          |              | DNS          | 20e         | 2     | 1      | 0     | 30             |
| 2014-2015 | 8e  |     | ↑  | 19e          | 20e          | 13e          | DNS          | DNS          | 18e         | 1     | 0      | 0     | 31             |
| 2015-2016 | 10e | DNS | ↑  | 22e          | 27e          | 34e          | 25e          | 23e          | 13e         | 4     | 1      | 1     | 26             |
| 2016-2017 | DNF | DNS | ↑  | 10e          | 26e          | 33e          | ↑            | 28e          | 8e          | 7     | 2      | 1     | 37             |
| 2017-2018 | 14e | DNS | ↑  | 13e          | 17e          | 19e          | 7e           | DNS          | 12e         | 5     | 1      | 1     | 36             |
| 2018-2019 | 8e  | DNS | ↑  | 23e          | 21e          | 22e          | 8e           | 39e          | 9e          | 6     | 1      | 1     | 32             |
| 2019-2020 | DNF | DNS | ↑  | 18e          | 15e          | 27e          | ↑            | 49e          | 13e         | 6     | 0      | 0     | 30             |
| 2020-2021 | DNS | 11e | ↑  | 34e          | 27e          | 63e          | 37e          | DNS          | 31e         | 1     | 0      | 0     | 11             |
| 2021-2022 | 18e | 15e | ↑  | 13e          | –            | 31e          |              | DNS          | 15e         | 4     | 0      | 0     | 29             |
| 2022-2023 | 32e | 15e | ↑  | 55e          | –            | –            |              | –            | 42e         | 3     | 2      | 2     | 18             |
| Totaal    | –   | –   | 7  | –            | –            | –            | 2            | –            | –           | 39    | 14     | 8     | 296            |

### Jeugd
Duits kampioen, veldrijden: 2008 (beloften)

## Ploegen
- 2019 -  Beobank corendon
- 2020 –  Alpecin-Fenix
- 2021 –  Alpecin-Fenix

Adams · Albert · Bosmans · Cant · Franzoi · Huenders · Jouffroy · Meisen · Šimůnek · van der Poel · Vanthourenhout · Vermeersch · Walsleben
Adams · Albert · Bosmans · Meisen · Petruš · Šimůnek · van der Poel · D.Vanthourenhout · M.Vanthourenhout · Vermeersch · Walsleben
Adams · Albert · Bosmans · Hoeyberghs · Jauregui · Meisen · Petruš · van der Poel · D.Vanthourenhout · M.Vanthourenhout · Vermeersch · Walsleben
Aernouts · Bína · Cant · Gil · Hofman · Meisen · Šimůnek · D.Sweeck · H.Sweeck · L.Sweeck · Taramarcaz
Benoit · Braun · Dombrowski · Drumm · Fließgarten · Hatz · Huppertz · Knaup · Löer · Meisen · Monreal · Rapps · Retschke · Walscheid · Weinzheimer · Westmattelmann
Bosmans · Caluwé · Cant · Dekker · Hoeyberghs · Meeusen · Meisen · Ťoupalík · Turner · Vandebosch · D. van der Poel · M. van der Poel · Vermeersch · Walsleben
Caluwé · Dekker · del Carmen Alvarado · Meeusen · Meisen · Rouiller · Ťoupalík · Turner · Vandebosch · Vandeputte · D. van der Poel · M. van der Poel · Vermeersch
Cortjens · De Bondt · Dekker · del Carmen Alvarado · Devolder · Eibl · Fagerhaug · Hansen · Jans · Janssens · Meeusen · Meisen · Merlier · Rickaert · Rouiller · Stallaert · Tulett · Turner · D. van der Poel · M. van der Poel · Vandeputte · van Trijp · Vergaerde · Vermeersch · Walsleben · Benoist (stagiair) · Clé (stagiair)
Benoist · De Bondt · del Carmen Alvarado · De Tier · Eibl · Fagerhaug · Gaze · Hansen · Jans · Janssens · Krieger · Leysen · Meisen · Merlier · Modolo · Pieterse · Richardson · Rickaert · Riesebeek · Rouiller · Sbaragli · Sweeck · Thwaites · Tullet · Vakoč · D. van der Poel · M. van der Poel · Vergaerde · Vermeersch · Vervaeke · Walsleben ·  · Cortjens (stagiair) · Hendrikx (stagiair) · Kielich (stagiair) · Petruš (stagiair) · Vandeputte (stagiair)
Anderson · Bayer · De Bondt · del Carmen Alvarado · De Tier · De Vreese · Dillier · Eibl · Jans · Janssens · Krieger · Leysen · Meisen · Merlier · Meurisse · Modolo · Philipsen · Pieterse · Planckaert · Richardson · Rickaert · Riesebeek · Sbaragli · Sweeck · Taminiaux · Thwaites · Tulett · Vakoč · D. van der Poel · M. van der Poel · Vergaerde · Vermeersch · Vervaeke · Vine · Walsleben